# The Narrows (New York City)
The Narrows ist eine Meerenge in New York City. Sie trennt die Stadtbezirke Staten Island und Brooklyn und verbindet die Upper New York Bay mit der Lower New York Bay.

## Lage
Die etwa 4,5 Kilometer lange Wasserstraße ist ein Tidegewässer und der wichtigste Zugang zum Hafen von New York. Sie bietet den dahinter liegenden Buchten Schutz vor dem Atlantik. The Narrows hat an der schmalsten Stelle im Süden eine Breite von etwa 1,7 Kilometern, auf der nördlichen Seite ist sie etwa 3,2 Kilometer breit. Die Einfahrt in die Meerenge von Süden wird von dem Leuchtturm Coney Island Light, der sich am westlichen Ende der Insel Coney Island am Nortons Point befindet, markiert.

## Geschichte
The Narrows wurde erst vor etwa 12.000 bis 13.000 Jahren gebildet, davor waren Staten Island und Brooklyn durch die Ablagerung einer Moräne der letzten Eiszeit (vor etwa 18.000 Jahren) verbunden. Zu dieser Zeit entwässerte der Hudson River durch das Flussbett des heutigen Raritan River. Der Durchbruch öffnete The Narrows und Erosion verbreiterte den Kanal auf seine heutige Form.
Der erste belegte Eintritt in die Meerenge fand durch den italienischen Seefahrer Giovanni da Verrazzano statt. Er ankerte dort und wurde durch Delaware-Indianer begrüßt, welche mit Booten auf die Narrows hinaus paddelten.

## Querung
Nach Giovanni da Verrazano ist die Staten Island und Brooklyn verbindende Verrazzano-Narrows Bridge benannt, die über die Meerenge führt. Nach ihrer Fertigstellung im Jahre 1964 galt sie bis zum Jahre 1981 als größte Hängebrücke der Welt.